# Cornelis de Pauw

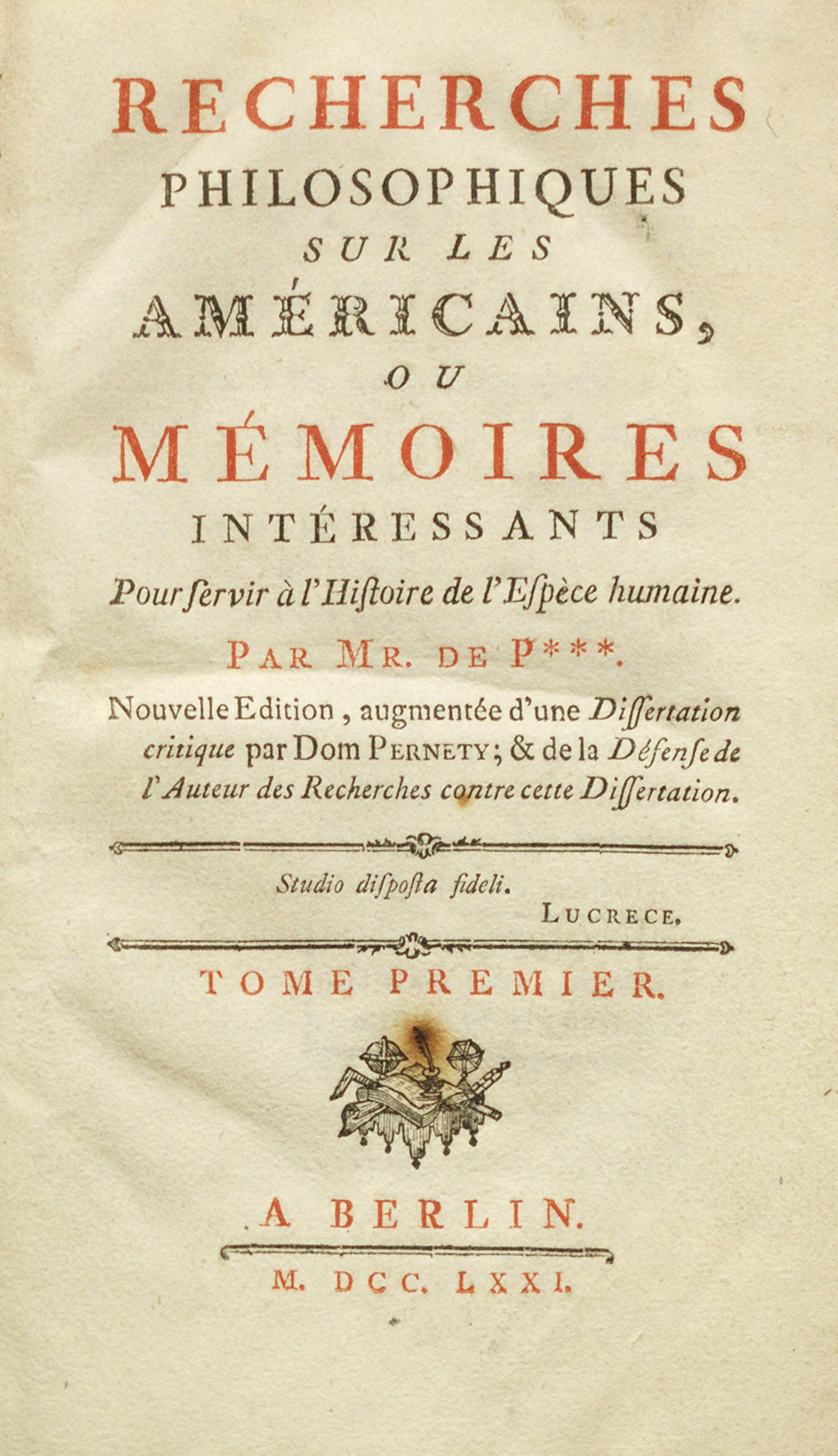
Titelpagina van Cornelis de Pauw (1771): Recherches philosophiques sur les Américains.

Cornelis de Pauw (ook wel Cornelius de Pauw en in Frankrijk Corneille de Pauw genoemd) (Amsterdam, 18 augustus 1739 - Xanten, 5 juli 1799) was een Nederlandse historicus, deterministisch cultuurfilosoof, filoloog en encyclopedist. Hij gold als een kenner van de beide Amerika's, al was hij daar nooit geweest. Zijn werk was omstreden.

## Leven
Hij was de jongste van acht kinderen en werd gedoopt in de katholieke statie De Krijtberg, in tegenstelling tot zijn broers en zussen die allen gedoopt zijn in de De Duif. Zijn ouders, Antonius Pauw en Quirina Johanna van Heijningen, verhuisden na 1740 naar Kleef.
Toen hij negen was werd hij voor zijn opleiding naar de jezuïeten in Luik gestuurd. Zijn zuster, Alida Jacoba (1728-) was de moeder van Anacharsis Cloots, die een belangrijke rol zou spelen in de eerste fase van de Franse revolutie.
Sinds 1761 was hij als kanunnik verbonden aan de Dom van Xanten, waar hij in 1765 tot subdiaken gewijd en werd hij tevens tot bibliothecaris van de abdijbibliotheek benoemd. In 1767 werd hij door het stichtskapittel op een speciale missie naar het hof van Frederik de Grote gestuurd. Deze maakte de Pauw tot zijn voorlezer. In 1775 volgde er een tweede verblijf in het slot Sanssouci. Hoewel Frederik de Grote de Pauw zowel een plaats bij de Academie van Wetenschappen als een domheerschap in Breslau aanbood, gaf de Pauw na een half jaar er de voorkeur aan om terug te keren naar Xanten, waar hij in alle rust en stilte kon werken. In 1795 verscheen zijn verzameld werk in Parijs.
In 1799 overleed de Pauw in Xanten. Vanwege zijn verdiensten voor Frankrijk als medewerker aan de Encyclopédie ou Dictionnaire raisonné des sciences, des arts et des métiers werd hem door keizer Napoleon postuum het ereburgerschap van Frankrijk toegekend. Bij deze gelegenheid werd er in Xanten ter zijner nagedachtenis een obelisk opgericht op de domplaats (of op het toenmalige kerkhof).

## Werken
- Recherches philosophiques sur les Américains, ou Mémoires intéressants pour servir à l’Histoire de l’Espèce Humaine. Avec une Dissertation sur l’Amérique & les Américains., Tome I.; Tome II.. A Berlin, chez George Jacques Decker, 1768-1769
- Défense des recherches philosophiques sur les Américains. A Berlin, Chez George Jacques Decker, 1770
- Wysgeerige bespiegelingen over Amerika. Of Gewigtige stukken tot opheldering der historie van het menschdom. Eerste deel; Tweede deel; Derde deel. Deventer, L. Leemhorst, 1771-1772
- Recherches philosophiques sur les Égyptiens et les Chinois. Tome I.; Tome II.. A Berlin, Chez George Jacques Decker, 1773
- Recherches philosophiques sur les Grecs.. Tome premier; Tome second. A Berlin, Chez George Jacques Decker, 1788
- Wijsgeerige bespiegelingen over de Grieken. Eerste deel; Tweede deel. Deventer, L. Leemhorst, 1788-1789

## Voetnoten
1. ↑  DTB [dode link]
2. ↑  Zijn zuster stond zich op een zekere verwantschap (Duits: grossnichte) met de Witt voor zie hier in de ADB uit 1876, zij zou dus een kleindochter zijn geweest van een van de zusters van Johan de Witt, dit lijkt echter niet het geval te zijn geweest
3. ↑  http://www.friedrich.uni-trier.de/de/roedenbeck/3/126/text/

- Biblioteca Nacional de España: XX1741868
- Bibliothèque nationale de France: cb122246402 (data)
- Digitale Bibliotheek voor de Nederlandse Letteren: pauw058
- Gemeinsame Normdatei: 124060552
- International Standard Name Identifier: 0000 0000 8344 0765
- Library of Congress Control Number: no91023715
- MusicBrainz: 46872488-4161-4a73-9c56-c2ea6adf7053
- Nationale Bibliotheek van Tsjechië: mzk2004248703
- Nationale Bibliotheek van Israël: 987007280991005171
- Nationale Bibliotheek van Polen: a0000003655980
- Nederlandse Thesaurus van Auteursnamen: 070249032
- Système universitaire de documentation: 030928494
- Virtual International Authority File: 61597381
- WorldCat: E39PBJxmJkBFpXkyCd7JPxtR8C